# ハーラル・ホールファグレ級海防戦艦
| ハーラル・ホールファグレ級海防戦艦                          | ハーラル・ホールファグレ級海防戦艦 |
| ----------------------------------------------------------- | --- |
| ドックで整備を受ける 竣工当時の「ハーラル・ホールファグレ」 | |
| 艦級概観                                                    | |
| 艦種                                                        | 海防戦艦 |
| 艦名                                                        | |
| 前級                                                        | |
| 次級                                                        | ノルゲ級海防戦艦 |
| 性能諸元（（）内は鹵獲後のもの）                            | |
| 排水量                                                      | 常備：3,380トン（3,380トン） 満載：3,850トン（3,920トン） |
| 全長                                                        | 92.66m |
| 水線長                                                      | -m（85.0m） |
| 全幅                                                        | 14.78m |
| 吃水                                                        | 5.38m |
| 機関                                                        | ヤーロー式石炭・重油混焼缶6基 ＋直立二段膨張式レシプロ機関2基2軸推進 |
| 最大 出力                                                   | 4,500馬力 |
| 最大 速力                                                   | 16.9ノット（14ノット） |
| 航続 距離                                                   | -ノット/-海里 |
| 燃料                                                        | 石炭：500トン（400トン） |
| 乗員                                                        | 249名 |
| 兵装（竣工時）                                              | アームストロング 1896年型 20.8cm（44口径）単装砲2基 アームストロング 1864年型 12cm（46口径）単装砲6基 12ポンド：7.62cm（40口径）単装砲6基 オチキス 3.7cm（23口径）5連装ガトリング砲6基 45.6cm水中魚雷発射管単装2基 （1923年：アームストロング 4.7cm（43口径）速射砲2基追加） （1939年：ボフォース 7.6cm（28口径）速射砲2基、エリコン 2cm（76口径）単装機関砲2基追加、12.7mm（90口径）単装機銃2丁追加） |
| 兵装（鹵獲後）                                              | クルップ FlaK 38 10.5cm（65口径）単装高角砲6基 ボフォース 4cm（56口径）単装機関砲2基 FlaK 30 2cm単装機銃14基 |
| 装甲                                                        | ハーヴェイ鋼 舷側：178mm（水線最厚部）、100mm（艦首尾部） 甲板：37mm（平坦部）、51mm（傾斜部） 主砲塔：203mm（前盾）、127mm（側盾）、-mm（後盾）、-mm（天蓋） 副砲：120mm（砲盾）、120mm（ケースメイト部） バーベット部：203mm（最厚部） 司令塔：152mm（最厚部） |
| 同型艦                                                      | 2隻 |

ハーラル・ホールファグレ級海防戦艦 (Harald Haarfagre - klassen) は、ノルウェー海軍の海防戦艦の艦級である。建造はイギリスの造船所 (現・ヴィッカース・アームストロングの前身のひとつ) で行った。

## 艦形について

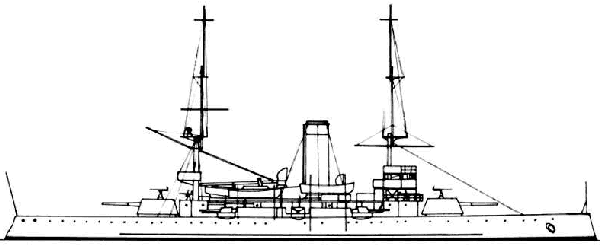
トルデンショル側面図。

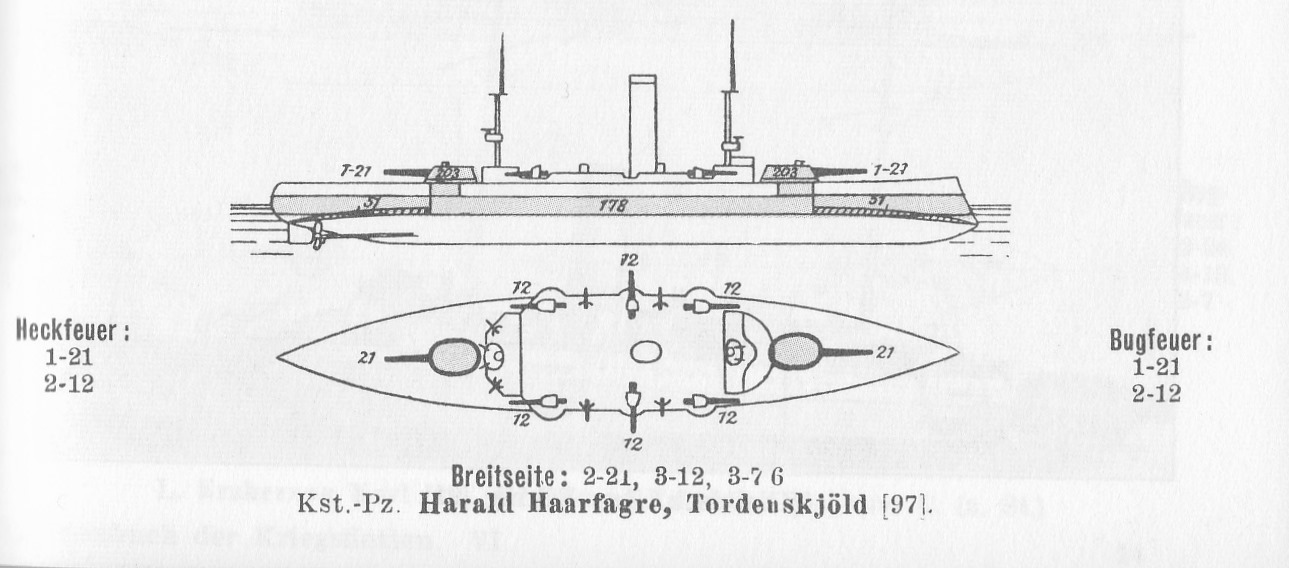
トルデンショルの武装・装甲配置を示した図。

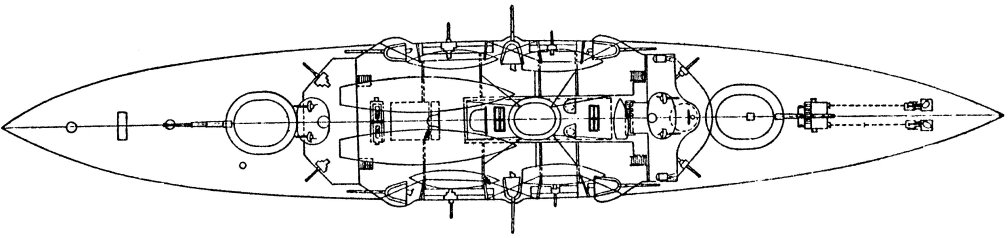
同上。

全長に比べて船体の幅が狭いという海防戦艦特有の形状の平甲板型船体で、艦首水面下には当時の主流である衝角（ラム）が付く。主砲は「20.8cm（44口径）砲」を箱形の単装砲塔に収めて1基、司令塔を組み込んだ操舵艦橋、円柱状の主脚の上には見張り台の二段のフロア。1本煙突が立つ。煙突の周囲は艦載艇置き場となっており、運用には両舷にボート・ダビッドが付く。後檣は前檣と同じく主脚に二段の見張り台がつき、後部甲板上に後向きに2番主砲塔が配置された。舷側甲板上には12cm単装砲が防盾の付いた単装砲架で片舷3基ずつ計6基装備された。
主砲は「アームストロング 1896年型 20.8cm（44口径）砲」を採用した。副砲は「12cm（46口径）砲」を採用した。その他に対水雷艇用に12ポンド［7.6cm］（40口径）単装砲を最上甲板下部に計6基、近接戦闘用にオチキス社の3.7cm（23口径）五連装ガトリング砲を前後マスト上に2基ずつと片舷1基ずつ計6基搭載した。他に対艦攻撃用に45cm（実際には17.6インチだが18インチ魚雷と呼称した）水中魚雷発射管を単装2基装備した。

## 同型艦
ハーラル・ホールファグレ （Harald Haarfagre）
1896年起工、1897年進水、1898年竣工。1940年ドイツ海軍に鹵獲 (ろかく) され「テーティス（SMS Thetis）」と改名。1945年5月にノルウェーに返還されて元名に戻し、1947年解体処分。
トルデンショル（Tordenskjold）
1896年起工、1897年3月18日進水、1898年竣工。1928年夏、北極圏のイタリア (飛行船) 捜索活動に参加。1940年4月9日にドイツ海軍に鹵獲され「ニンフェ（SMS Nymphe）」と改名。1945年5月にノルウェーに返還されると元名に戻し、1948年解体処分。

海防戦艦「トルデンショル」
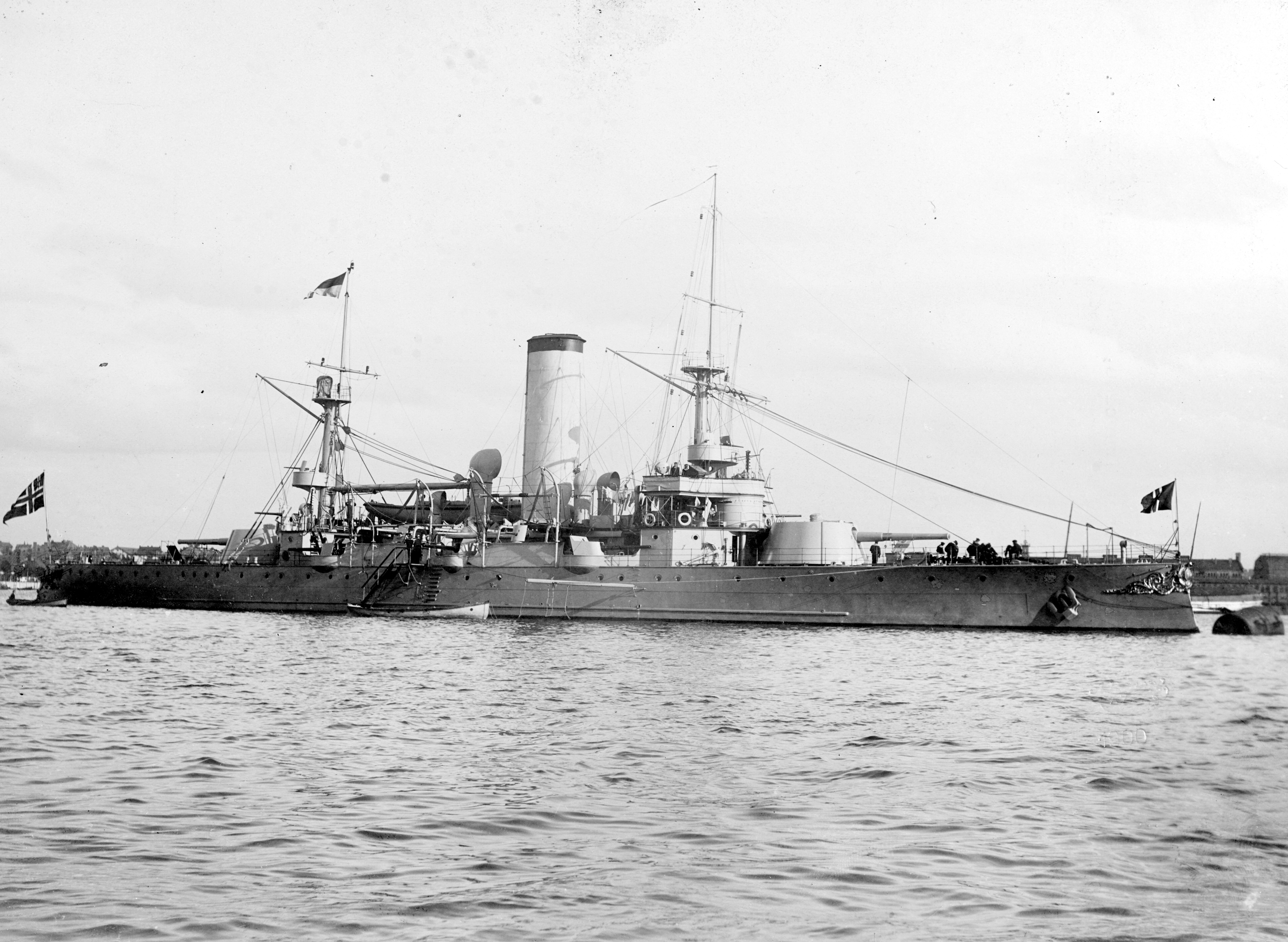
竣工当時
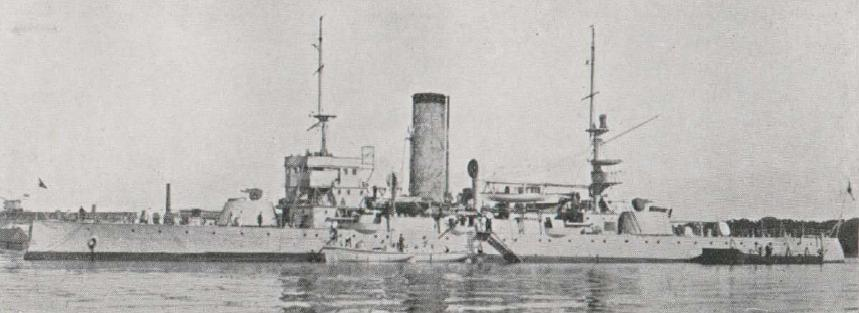
1933年撮影
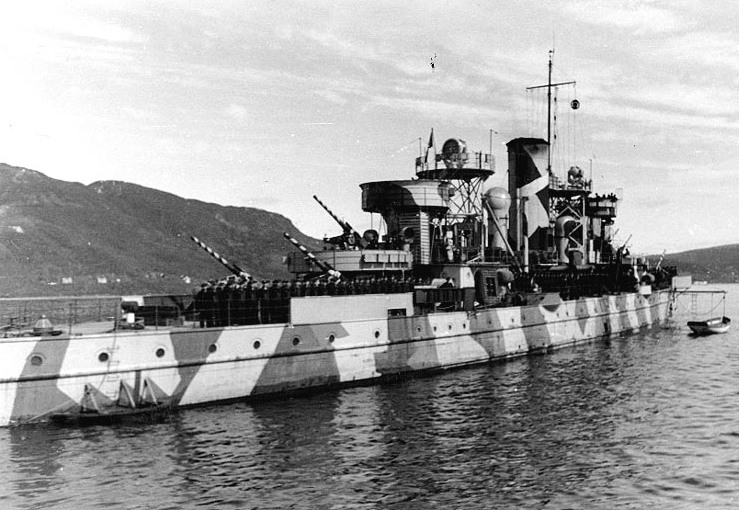
ドイツ海軍に鹵獲され防空艦「ニンフェ」に改装される
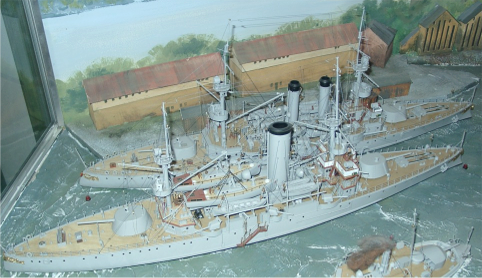
竣工当時の模型（手前：トルデンショル）。奥の2本煙突の海防戦艦は、次級のノルゲ級「アイツヴォル」。